# Tourisme dans le Rhône
 (juin 2018).
Connu pour son fleuve, le département du Rhône possède de multiples paysages, des espaces de nature préservés, des produits du terroir variés et un pôle urbain rayonnant représenté par la ville de Lyon.
D'un point de vue touristique le Rhône est divisé en quatre zones : le Pays Beaujolais, Le Lyonnais : Monts et Coteaux, la région de Condrieu et le Grand Lyon.

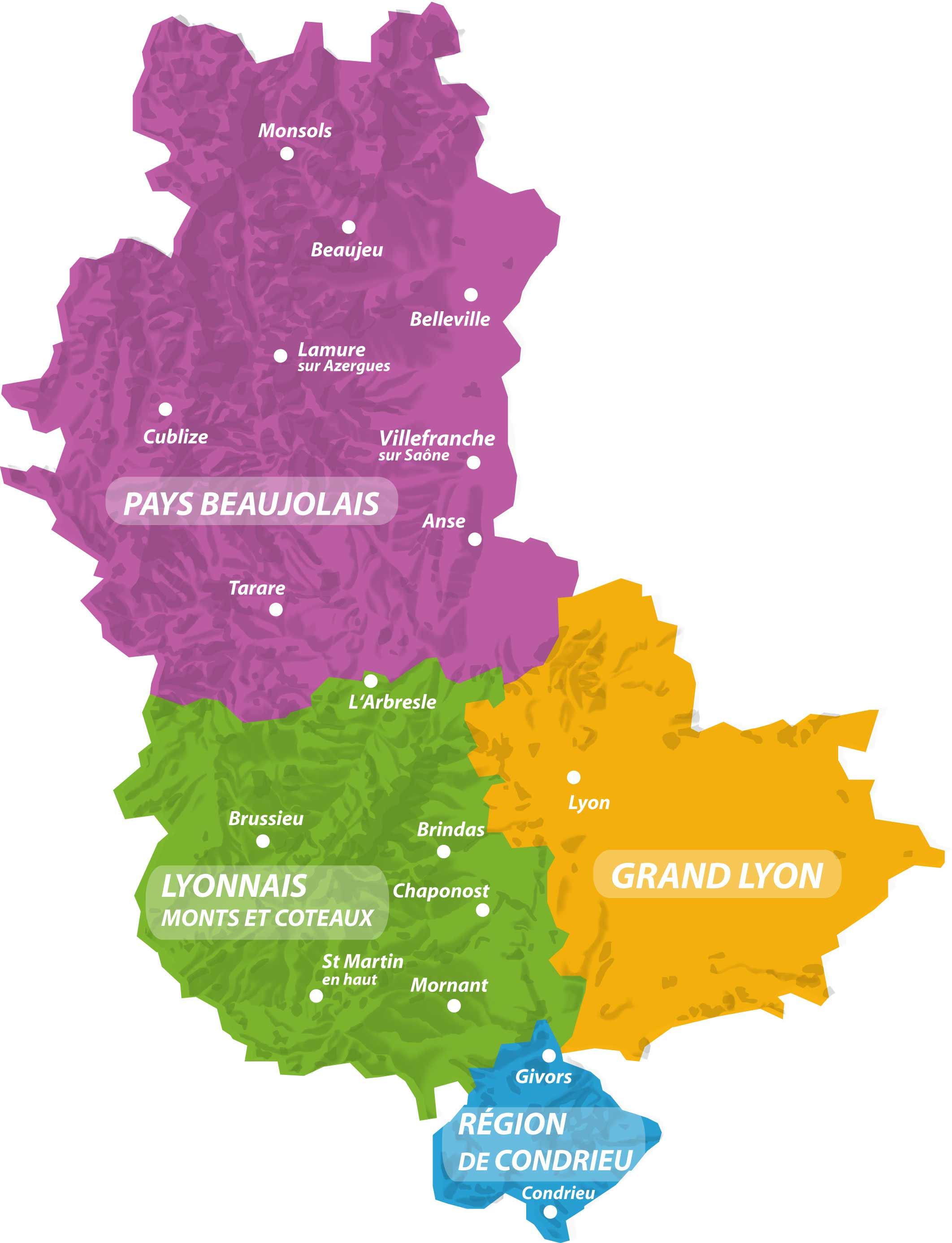
Carte des offices de tourisme et des zones touristiques du Rhône

## Pays Beaujolais

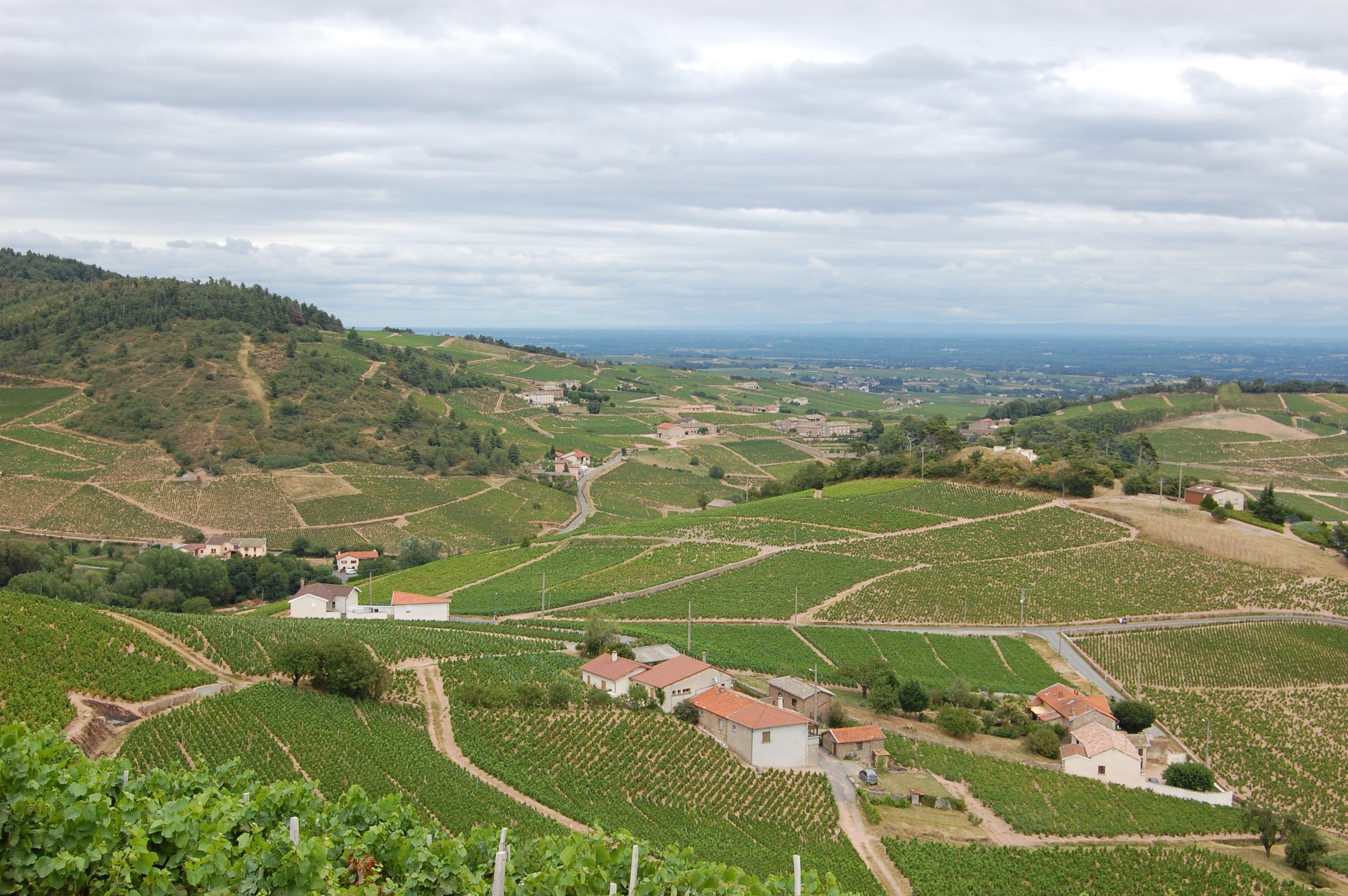
Le Beaujolais vu de la commune de Chiroubles.

Entre vignes et monts, le beaujolais déploie une multitude de paysages variés. Il se découpe en quatre zones : le Beaujolais Vignoble, le Beaujolais Vert Nature, le Beaujolais des Pierres Dorées et le Beaujolais cœur de Ville. Une région haute en couleur : celles de ces villages en pierres dorées, de ces collines vallonnées et de son vin couleur rubis.

### Lieux incontournables
- Mont Saint-Rigaud : point culminant du Beaujolais et du département du Rhône
- Les vignobles du beaujolais : Brouilly, Chénas, Chiroubles, Côte de Brouilly, Fleurie, Juliénas, Morgon, Moulin-à-vent, Régnié, Saint-Amour, Beaujolais - Villages, Beaujolais
- Oingt : Oingt est labellisé comme l’un des « Plus Beaux Villages de France »
- Les Pierres dorées : le minéral était utilisé dans la construction des maisons et des châteaux, mais aussi des églises, des lavoirs, des cadoles et des murets. Sa couleur varie selon les saisons, elle est soit dorée, ocre clair ou rousse.

### Activités touristiques
- Lac des Sapins à Cublize
- Dégustation des crus du Beaujolais : la nouvelle route des Vins du Beaujolais parcourt le vignoble sur 140 km (des portes de Lyon à la Bourgogne)
- Touroparc Zoo : parc zoologique et parc d'attractions

### Fêtes et Manifestations
| Période   | Évènements                                                                                                   | Lieu                          |
| --------- | --- | ----------------------------- |
| Janvier   | Fête des Conscrits                                                                                           | Villefranche-sur-Saône        |
| Avril     | Fête des crus du Beaujolais                                                                                  | Villages du Beaujolais        |
| Juin      | Festival Continents et Cultures Fête des Mousselines, qui a lieu tous les 5 ans (dernière édition juin 2015) | Villages du Beaujolais Tarare |
| Septembre | Festival d'orgues de Barbarie (premier week-end du mois)                                                     | Oingt                         |
| Novembre  | Fête du Beaujolais Nouveau                                                                                   | Villages du Beaujolais        |

### Les Offices de Tourisme
Listing des Offices de Tourisme rattachés à la zone touristique du Pays Beaujolais :
- Office de Tourisme Au Cœur du Beaujolais à Beaujeu
- Office de Tourisme Beaujolais Val de Saône à Belleville
- Office de Tourisme de l'agglomération de Villefranche-en-Beaujolais à Villefranche-sur-Saône
- Office du Tourisme de la Haute Vallée d'Azergues à Lamure-sur-Azergues
- Office du Tourisme du Beaujolais des Pierres Dorées à Anse
- Office du Tourisme du Haut Beaujolais à Monsols
- Office du Tourisme du Pays d'Amplepuis-Thizy et du Lac des Sapins à Cublize
- Office du Tourisme du Pays de L'Arbresle à L'Arbresle
- Office du Tourisme du Pays de Tarare à Tarare

## Le Lyonnais: Monts et Coteaux

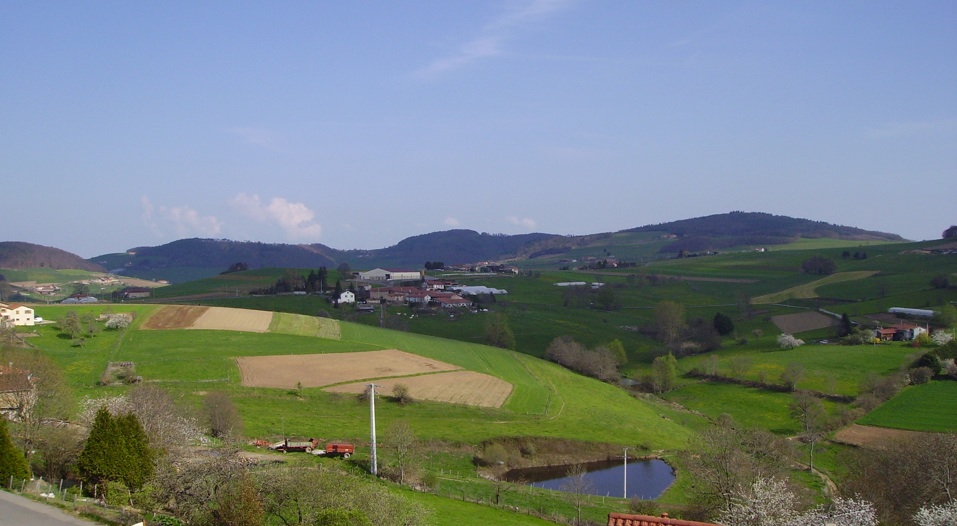
Paysage typique des Monts du Lyonnais Photo prise à St Martin en Haut (Rhône, France)

Le Lyonnais Monts et Coteaux, calé entre Lyon et Saint-Étienne, est un pays de moyenne montagne. 
À l’Ouest, les Monts, premiers contreforts Est du Massif central distillent, entre 600 et 900 mètres d’altitude leurs paysages vallonnés entre la vallée de la Turdine, aux confins du Beaujolais jusqu’au couloir du Gier au pied du Pilat. Jusqu’à la ligne de crête continue formée des chaînes de Riverie et d’Yzeron, barrière montagneuse échancrée de rares cols entre Lyon et la Vallée de la Loire, le paysage est bosselé, alternant collines et larges bassins. Un paysage vert et entretenu, façonné de longue date par la paysannerie. Prairies et champs, séparés par des haies vives ou des murs de pierres sèches, montent presque jusqu’au sommet. Villages, hameaux, et fermes isolées se succèdent eux aussi jusqu’aux replats supérieurs des vallées, voire s’élancent sur la ligne des crêtes. Cette moyenne montagne a conservé un densité humaine étoffée : plus de 70 habitants au km² dans les Monts.
À l’Est, un plateau tout aussi verdoyant et cultivé, les Coteaux et plus habité encore (plus de 200 habitants au km²). Vergers et vignes succèdent aux prairies grasses où paissent montbéliardes, prim'Holstein et autres vaches. 

### Lieux incontournables
- Sentier pollinier sentinelle à Saint Genis l’Argentière
- Barrage de Thurins
- Saint-Symphorien-sur-Coise, Plus Beaux Détours de France[1]
- Les aqueducs romains
- Les sites participant aux « défis de Gorgulu »
- Les espaces naturels sensibles
- Les Maisons de Pays de Saint-Martin-en-Haut et de Mornant

### Activités touristiques
- Parc animalier de Courzieu, spectacles de rapaces en vol libre et une rencontre avec la meute de loup lors de leur repas.
- Randonnées pédestres
- Maison des Métiers à Saint-Symphorien-sur-Coise
- Musée de la mine et de la minéralogie de Saint-Pierre-la-Palud
- Musée-théâtre Guignol à Brindas
- Maison d’Exposition de l’Araire
- Musée lapidaire de l’abbaye de Savigny
- Le centre d'interprétation du Moyen Âge : Salva Terra à Haute-Rivoire, site consacré au Moyen Âge du XIIIe siècle.
- Circuits VTT de Chamousset en Lyonnais

### Fêtes et Manifestations
| Période                                                | Évènements                                                      | Lieu                                 |
| ------------------------------------------------------ | --------------------------------------------------------------- | ------------------------------------ |
| Avril - Dimanche de Pâques                             | Fête des œufs                                                   | Montrottier                          |
| Mai - dernier weekend du mois                          | Festival Brassens                                               | Soucieu-en-Jarrest                   |
| Juin - dernier weekend du mois                         | Festival Culturel de l'Aqueduc                                  | Chaponost                            |
| Juillet                                                | Fête des Potiers                                                | St-Clément-les-Places                |
| Août - 1er dimanche - 1re quinzaine - dernier dimanche | Festival des Epouvantails Festival Culturel Fête de la Batteuse | Viricelles Saint-Martin-en-Haut Meys |
| Septembre - 2e dimanche du mois - 3e dimanche du mois  | Journée du Fruit Brocan’terre                                   | Thurins Sainte-Foy-l'Argentière      |
| Toussaint                                              | Cinéfilou, le festival cinéma des enfants                       | Monts du Lyonnais                    |

### Produits du terroir
Les produits du terroir du territoire du lyonnais sont principalement le lait et les fromages, les fruits rouges, les salaisons, la pêche de vigne, et le vin des Coteaux du Lyonnais.

### Les offices de tourisme
Listing des Offices de Tourisme rattachés à la zone touristique du Lyonnais, Monts et Coteaux dans le Rhône :
- Office de tourisme Balcons du Lyonnais à Mornant
- Office de tourisme Chamousset en Lyonnais à Brussieu
- Office de tourisme Hauts du Lyonnais à Saint-Martin-en-Haut
- Office de tourisme Pays de l’Arbresle à L'Arbresle
- Office de tourisme Vallée du Garon à Chaponost
- Office de tourisme Vallons du Lyonnais à Brindas

## Région de Condrieu

### Lieux incontournables
- Parc naturel régional du Pilat : Le Pilat est un massif montagneux sur les contreforts du Massif central, qui culmine au crêt de la Perdrix à 1 432 mètres d'altitude, d'ici il y a un point de vue imprenable sur la vallée du Rhône et le massif alpin. C'est un lieu de vie pour 50 000 habitants porteurs de la dynamique locale. Le parc voit s'affronter les climats méditerranéens, continentaux et océaniques, ce qui lui confère une exceptionnelle diversité de richesses naturelles.

Pour toutes ses richesses, le massif du Pilat est labellisé parc naturel régional depuis 1974. 
- Le Musée et site archéologique de Saint-Romain-en-Gal - Vienne

### Activités touristiques
Les activités proposées dans la région de Condrieu touchent un public variés. La Presqu’île (base de loisirs de Condrieu-les-Roches) propose une activité phare, le téléski nautique du mois d’octobre au mois d’avril et pendant la période estivale du trampoline. En restant en rapport avec le fleuve Rhône, L’île du beurre à Tupin et Semons est un centre d’observation de la nature pour petits et grands. Sur les hauteurs de la région, le Haras de Préjeurin à Échalas ravira les amateurs d’équitation. Dans un tout autre domaine, Philippe Bruneton, maître confiturier de France à Longes égaye les papilles avec ses confitures.
- La Presqu'île : base de loisirs Condrieu les Roches à Condrieu
- Découverte des vignobles de Condrieu et de Côte-Rotie
- L'île du Beurre : découverte de la faune et de la flore de ce site protégé via des sentiers de découverte
- Haras de Préjeurin
- Les saisons de Rosalie : Élu Meilleur Confiturier de France 2004[3]

### Fêtes et manifestations
| Période   | Évènements                                                | Lieu                |
| --------- | --------------------------------------------------------- | ------------------- |
| Janvier   | Marché aux vins Côte-Rotie                                | Ampuis              |
| Avril     | Biennale de sculpture sur bois                            | Condrieu            |
| Mai       | "Vins et rigottes en fête"                                | Condrieu            |
| Juin      | Rhône en fête                                             | Condrieu            |
| Juin      | Journées Gallo-romaines                                   | Saint-Romain-en-Gal |
| Juillet   | Finale/Demi-finale de joûtes                              | Condrieu            |
| Septembre | Fête du vélo et du Rhône (qui ont lieu chacune leur tour) | Condrieu            |

### Gastronomie

#### Produit du terroir
- La Rigotte de Condrieu, fromage de chèvre
- Production de fruits et légumes : Pomme du Pilat, abricot bergeron, cerise burlat
- Vins : Côte-Rotie

### Les Offices de Tourisme
Listing des Offices de Tourisme rattachés à la zone touristique de la Région de Condrieu :
- Office du Tourisme de la Région de Condrieu - Antenne de la Maison du Tourisme du Pilât à Condrieu

## Grand Lyon
Le paysage du Grand Lyon est l'héritier de deux millénaires d'histoire qui ont façonné Lyon et ses environs.

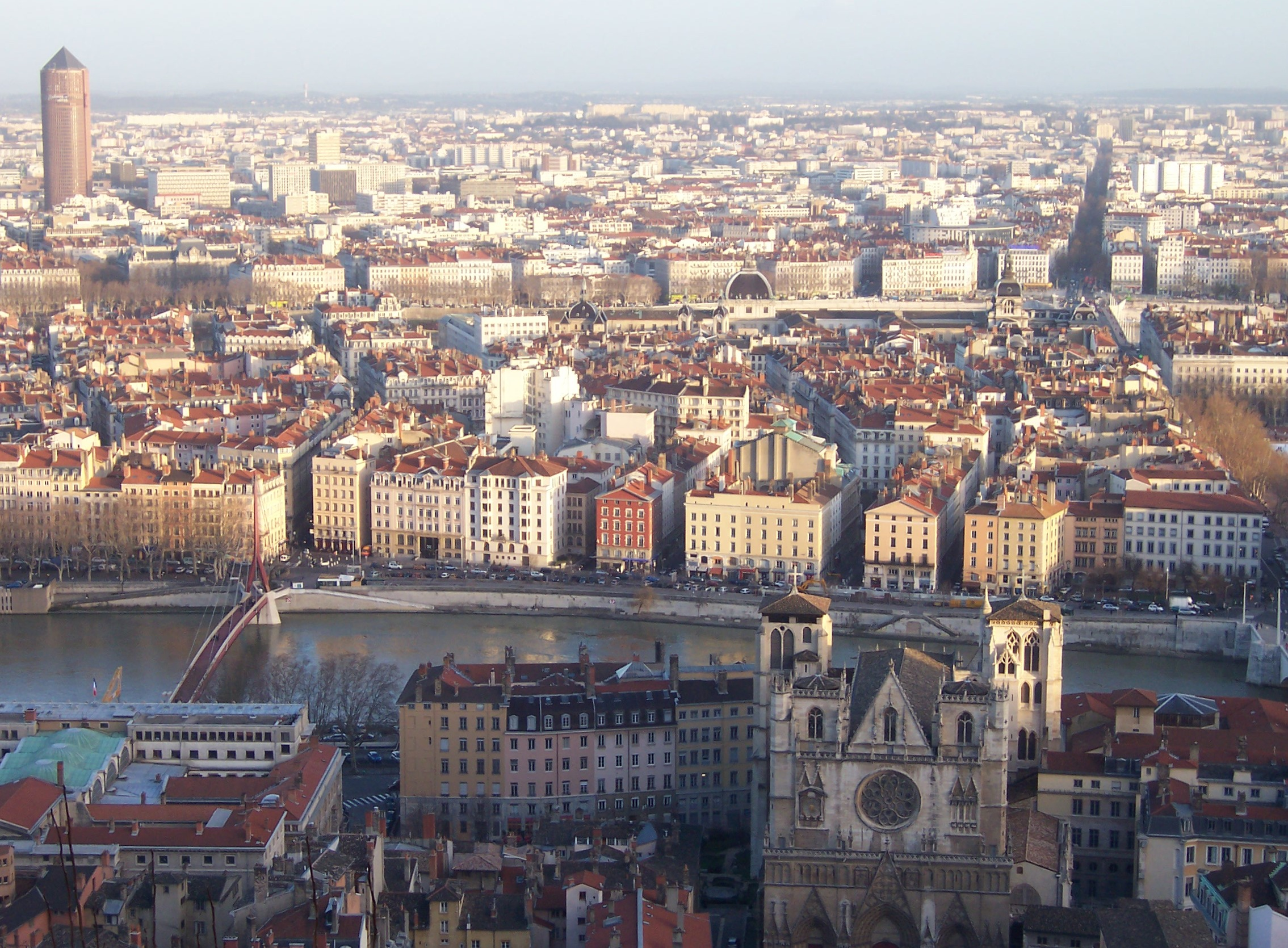
Lyon vue depuis Fourvière

### Lieux incontournables
- La ville de Lyon

### Activités touristiques
- Visites de Lyon : via autobus (Lyon City Bus), à pied (Lyon City Tours), à vélo...
- Musées[4] : Musées Gadagne, Musée des Canuts, Musée des Hospices Civils de Lyon...
- Des parcours d'accrobranches : City Aventure à Sainte-Foy-les-Lyon, à Albigny-sur-Saône et à Vernaison

### Fêtes et manifestations
- La Fête des Lumières, autour du 8 décembre
- Les Nuits de Fourvière
- Les Nuits Sonores

### Gastronomie
Recettes lyonnaises : 
- Tablier de sapeur
- Cervelle de canut
- Andouillettes au vin blanc
- Salade lyonnaise
- Cardons à la moelle

Produits du terroirs :
- Rosette de Lyon

### Les offices de tourisme
Listing des offices de tourisme rattachés à la zone touristique du Grand Lyon :
- Lyon Tourisme et Congrès à Lyon
- Antenne Fleuve Rhône - Lyon Tourisme et Congrès à Givors

## L'activité touristique en chiffres

### L'hébergement touristique en 2009
Selon le Bilan touristique 2009 de l'Observatoire du Tourisme du Rhône, il y a actuellement 106 200 lits touristiques dont 47 650 lits marchands (dans 1 080 structures d'accueil) et 58 550 lits non marchands.
Dans les 47 650 lits marchands, on compte :
- 254 hôtels classés ;
- 120 hébergements collectifs (résidence de tourisme, résidences hôtelières, centres de vacances, maisons familiales rurales, gîtes d'étape et de séjours, gîtes d'enfants et autres hébergements d'accueil collectif) ;
- 32 campings classés, aires naturelles et campings à la ferme ;
- 477 meublés classés et/ou labellisés[6] ;
- 196 chambres d'hôtes labellisées[6].

Répartition du parc marchand :
1. Grand Lyon (69 %) ;
2. Pays Beaujolais (19 %) ;
3. Lyonnais, monts et coteaux (8 %) ;
4. Région de Condrieu (4 %).

### La fréquentation touristique en 2009

#### La clientèle française
79 % des nuitées dans le Rhône sont le fait de touristes français.
Le département du Rhône se classe au 16e rang des départements les plus visités de France par des touristes français. 
Principales caractéristiques de cette clientèle :
- 74 % des séjours sont de courtes durées ;
- 85 % de leurs nuitées ont lieu en hébergement non marchand :
- 83 % des séjours sont réalisés en milieu rural ;
- 82 % des personnes en voyages dans le Rhône viennent accompagnées, 40 % de ces mêmes personnes sont accompagnées d'enfants ;
- 55 % des séjours n'ont pas été réservés ;
- 64 % des voyages sont effectués en voiture, 35 % en train.

#### La clientèle étrangère
21 % des nuitées dans le Rhône sont le fait de touristes étrangers.
Pays de provenance de la clientèle étrangère par volume de nuitées :
1. Allemagne (12 %) ;
2. Pays-Bas (12 %) ;
3. Royaume-Uni (12 %) ;
4. Italie (8 %) ;
5. Belgique (8 %) ;
6. États-Unis (7 %) ;
7. Suisse (7 %) ;
8. Espagne (6 %).

La durée moyenne d'un séjour pour un touriste étranger est d'environ deux jours (ce chiffre varie selon le type d'hébergement choisi).